# Індепенденс (Каліфорнія)
Індепенденс (англ. Independence) — переписна місцевість (CDP) в США, в окрузі Іньйо штату Каліфорнія. Населення — 593 особи (2020).

## Географія
Індепенденс розташований за координатами 36°49′49″ пн. ш. 118°12′28″ зх. д. / 36.83028° пн. ш. 118.20778° зх. д. (36.830310, -118.207855).  За даними Бюро перепису населення США в 2010 році переписна місцевість мала площу 12,61 км², з яких 12,60 км² — суходіл та 0,01 км² — водойми.

### Клімат
| Клімат : Індепенденс                                       | Клімат : Індепенденс | Клімат : Індепенденс | Клімат : Індепенденс | Клімат : Індепенденс | Клімат : Індепенденс | Клімат : Індепенденс | Клімат : Індепенденс | Клімат : Індепенденс | Клімат : Індепенденс | Клімат : Індепенденс | Клімат : Індепенденс | Клімат : Індепенденс | Клімат : Індепенденс |
| Показник                                                   | Січ.                 | Лют.                 | Бер.                 | Квіт.                | Трав.                | Черв.                | Лип.                 | Серп.                | Вер.                 | Жовт.                | Лист.                | Груд.                | Рік                  |
| Абсолютний максимум, °C                                    | 26,7                 | 30,0                 | 37,2                 | 38,9                 | 40,6                 | 46,1                 | 45,6                 | 43,3                 | 42,2                 | 37,2                 | 33,9                 | 25,0                 | 46,1                 |
| Середній максимум, °C                                      | 12,4                 | 14,6                 | 18,7                 | 22,8                 | 27,8                 | 33,0                 | 36,6                 | 35,6                 | 31,5                 | 24,9                 | 17,8                 | 12,4                 | 24,0                 |
| Середній мінімум, °C                                       | −2,5                 | −0,4                 | 2,4                  | 5,8                  | 10,4                 | 14,8                 | 17,8                 | 16,7                 | 12,8                 | 7,2                  | 1,2                  | −2,2                 | 7,1                  |
| Абсолютний мінімум, °C                                     | −20,6                | −16,7                | −10                  | −6,1                 | −2,8                 | 0,0                  | 6,1                  | 6,7                  | 0,6                  | −5,6                 | −11,7                | −18,9                | −20,6                |
| Норма опадів, мм                                           | 26                   | 26                   | 11                   | 6                    | 4                    | 3                    | 3                    | 3                    | 5                    | 7                    | 14                   | 25                   | 133                  |
| ---------------------------------------------------------- | -------------------- | -------------------- | -------------------- | -------------------- | -------------------- | -------------------- | -------------------- | -------------------- | -------------------- | -------------------- | -------------------- | -------------------- | -------------------- |
| Джерело: http://www.wrcc.dri.edu/cgi-bin/cliMAIN.pl?ca4232 |                      |                      |                      |                      |                      |                      |                      |                      |                      |                      |                      |                      |                      |

## Демографія
Згідно з переписом 2010 року, у переписній місцевості мешкало 669 осіб у 301 домогосподарстві у складі 159 родин. Густота населення становила 53 особи/км².  Було 389 помешкань (31/км²).
Расовий склад населення:
| - 73,7 % — білих - 14,6 % — корінних американців - 1,2 % — азіатів - 0,9 % — чорних або афроамериканців - 0,1 % — вихідців з тихоокеанських островів - 4,2 % — осіб інших рас |

До двох чи більше рас належало 5,2 %. Частка іспаномовних становила 13,9 % від усіх жителів.
За віковим діапазоном населення розподілялося таким чином: 14,9 % — особи молодші 18 років, 64,3 % — особи у віці 18—64 років, 20,8 % — особи у віці 65 років та старші. Медіана віку мешканця становила 51,1 року. На 100 осіб жіночої статі у переписній місцевості припадало 105,8 чоловіків;  на 100 жінок у віці від 18 років та старших — 106,2 чоловіків також старших 18 років.
Середній дохід на одне домашнє господарство  становив 56 166 доларів США (медіана — 48 529), а середній дохід на одну сім'ю — 71 740 доларів (медіана — 71 000). Медіана доходів становила 51 607 доларів для чоловіків та 56 250 доларів для жінок. За межею бідності перебувало 14,5 % осіб, у тому числі 20,0 % дітей у віці до 18 років та 13,3 % осіб у віці 65 років та старших.
Цивільне працевлаштоване населення становило 280 осіб. Основні галузі зайнятості: публічна адміністрація — 26,8 %, транспорт — 17,9 %, освіта, охорона здоров'я та соціальна допомога — 12,9 %.